# Dallina parva
Dallina parva är en armfotingsart som beskrevs av Cooper 1981. Dallina parva ingår i släktet Dallina och familjen Dallinidae. Inga underarter finns listade i Catalogue of Life.